# 曲惠沟
曲惠沟，也称曲惠河，位于中华人民共和国新疆维吾尔自治区和硕县西北部地区的一条河流，发源于中天山东端一小支脉南坡，蜿蜒向南流约46千米后出山口，出山口后河水大部分被引入曲惠镇和二十六团灌区，余水继续南下，在山口渠首以下约4千米处分为两支汊流，最终散流于博斯腾湖北岸湿地，偶有大洪水发生时直接注入博斯腾湖。山口以上河长46千米，流域面积392平方千米，年均径流量约0.16亿立方米。
2020年11月，和硕县人民政府公布的曲惠河管理范围，仅划定了山口以下西支汊流的管理范围约31千米。